# Paul Leclercq
Pour les articles homonymes, voir Leclercq.
Paul Leclercq (1871-1956) est un écrivain, poète et critique d'art français, cofondateur de La Revue blanche.

## Biographie
On sait peu de choses sur l'enfance et les origines de Paul Frédéric Charles Leclercq, né le 22 février 1871 à Bordeaux, fils de Henriette Woÿtt et Charles Hippolyte Leclercq. Il fréquente les bancs d'une institution expérimentale, l'École Monge, boulevard Malesherbes, où il se lie à Jean de Tinan, et le lycée Condorcet où il a pour condisciple Marcel Proust. Selon Thadée Natanson, il est, avec son frère Charles Leclercq — qui signait « Claude Céhel » —, un jeune poète ; les deux Leclercq cofondent avec les trois frères Natanson ainsi qu'un jeune avocat belge, La Revue blanche à Liège en décembre 1889. Deux ans plus tard, en octobre, l'équipe se retrouve à Paris, rue des Martyrs, pour lancer une nouvelle série. Le 25 mars 1891, Leclercq présente une pantomime, Noël triste, sur une musique de George Baviel au Bouffes-Parisiens.
En 1893, les éditions de la Revue Blanche publient son premier ouvrage, Ibis, assorti d'un frontispice signé Auguste Donnay. Au cours des années suivantes, tout en continuant sa collaboration à La Revue blanche, il se lie d'amitié avec Henri de Toulouse-Lautrec qui exécute, entre autres, un portrait peint de lui en 1897. Un mois durant, Leclerc se rend dans l'atelier du peintre, avenue Frochot à Paris. Leclercq, dans un ouvrage de souvenirs, racontera comment se passaient ces rencontres : « Dès que j'arrivais, il me demandait de prendre la pose dans un vaste fauteuil d'osier. […] Il braquait, alors, son lorgnon sur moi, clignait des yeux, prenait son pinceau et, après avoir bien vu ce qu'il voulait voir, il faisait, sur sa toile, quelques touches légères de peinture très délayée. Puis il reposait son pinceau et déclarait, péremptoire : “Assez travaillé. Fait trop beau !”. Et nous allions, alors, nous promener dans le quartier ». Leclercq fréquente, en cette fin-de-siècle, un café, le Weber, rue Royale, où il retrouve ses amis : cette « bande » comprend Jean Moréas, André Rivoire, Paul Souday, Jean de Tinan, Paul-Jean Toulet, ou encore le peintre Jean-Louis Forain. 
Entre 1898 et 1913, Leclercq publient encore cinq ouvrages (poèmes, nouvelles et romans). Il collabore aux revues du Mercure de France, La Vogue, Vers et Prose dirigée par Paul Fort, au journal Le Gaulois, à La Revue de Paris, à La Renaissance latine, et à La Vie Parisienne. En 1908, il est le président de la Société française des illustrateurs, aux côtés entre autres de Paul Adam, René Boylesve, André Dauchez, Maxime Dethomas, Pierre Louÿs, Étienne Moreau-Nélaton, Henri de Régnier, et avec pour secrétaire Bernard Grasset. 
Après guerre, il publie un livre de souvenirs sur Toulouse-Lautrec (1921), et fait don de son portrait peint par celui-ci aux musées nationaux. En 1931, il publie un témoignage illustré sur son amitié avec Louÿs et Toulet. On retrouve ensuite sa signature par exemple dans L'Éclaireur de Nice pour un portrait d'Yvonne Vernon.
Il meurt à Paris, dans le 16e arrondissement, le 24 février 1956,.

## Œuvre littéraire
- Ibis, Édition de la Revue blanche, 1893.
- L'Étoile rouge, Édition du Mercure de France, 1898, ornementation par Toulouse-Lautrec.
- Jouets de Paris, Librairie de la Madeleine, 1901, couverture illustrée par Toulouse-Lautrec.
- Album de Paris. Jouets de Paris. Jouets des champs. Parisiennes. Fleurs et masques. La Sidonie. Bérangère, Henri Floury, 1903.
- Aventures de Bécot, Éditions de la Vie parisienne, [1908].
- La Boutique d'Arlequin, Fontemoing, 1913.
- Autour de Toulouse-Lautrec, H. Floury, 1921 ; réédition, 1954.
- Poussières, Mercure de France, 1921.
- Paradis perdus, Paris, Librairie des Champs-Élysées / Liège, éditions de l'Œuvre des Artistes, 1931.
- Chopin et son époque, Liège, Soledi, 1947.